# Primo fattoriale
Un primo fattoriale è un numero primo che differisce di 1 da un fattoriale, cioè è della forma {\displaystyle n!-1} oppure {\displaystyle n!+1}. I più piccoli primi fattoriali sono:
2, 3, 5, 7, 23, 719, 5039, 39916801, 479001599, 87178291199.
I primi fattoriali sono interessanti per i teorici dei numeri perché delimitano sequenze di numeri composti di lunghezza arbitraria. Infatti, per ogni numero naturale {\displaystyle n>1,} tutti i numeri da {\displaystyle n!+2} a {\displaystyle n!+n} (estremi inclusi) sono composti. Tuttavia, non è detto che {\displaystyle n!+1,} per ogni {\displaystyle n!} sia primo fattoriale. Non sono però minimali, ad esempio i 13 numeri della sequenza da 114 a 126 sono non primi, ma {\displaystyle 13!+1=6227020801.}
A dicembre 2024 i più grandi primi fattoriali conosciuti dei due tipi sono {\displaystyle 632760!-1} (3395992 cifre scoperto nell'ottobre 2024 da Ryan Propper) e {\displaystyle 422429!+1} (2193027 cifre scoperto nel febbraio 2022 sempre da Ryan Propper).
Si congettura che esistano infiniti numeri primi fattoriali (di entrambe le forme).